# Katastrofa lotu Aeroméxico 498
Katastrofa lotu Aeroméxico 498 – katastrofa lotnicza, która miała miejsce 31 sierpnia 1986 roku, kiedy samolot McDonnell Douglas DC-9 linii Aeroméxico (nr lotu 498) z 64 osobami na pokładzie zderzył się w powietrzu z awionetką i rozbił w gęsto zaludnionej dzielnicy miasta Cerritos. Zginęły 82 osoby, w tym trzej pasażerowie awionetki i 15 osób na ziemi.

## Przebieg wydarzeń

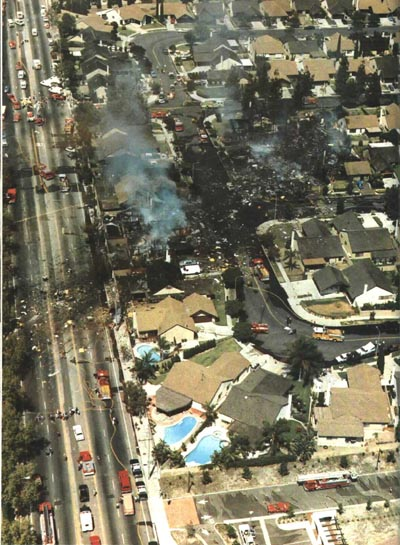
Miejsce katastrofy

Samolot linii Aeroméxico – z 64 osobami na pokładzie wyruszył z portu lotniczego w mieście Tijuana do portu lotniczego Los Angeles. Około godziny 11:52 w ogon maszyny uderzyła awionetka typu Piper PA-28-181 Cherokee z trzema osobami na pokładzie. Chwilę po zderzeniu samolot pasażerski spadł na dzielnicę mieszkalną Cerritos, położonego 20 kilometrów od Los Angeles. Maszyna zniszczyła 16 budynków, w efekcie czego zginęło 15 osób. Natomiast awionetka po zderzeniu spadła na pobliskie boisko szkolne. W sumie zginęły 82 osoby.

## Przyczyny
Jedną z przyczyn katastrofy było to, że pilot awionetki zabłądził w przestrzeni powietrznej i naruszył strefę TMA (Terminal Maneuvering Area - strefa kontrolowana lotniska), w którą wlecieć wolno jedynie po uprzednim zgłoszeniu i otrzymaniu zgody oraz nadzoru od odpowiedniej służby kontroli lotów (pozycji Approach - zbliżanie; William Kramer, pilot Pipera tego nie uczynił). Piloci obu maszyn nie zauważyli siebie nawzajem.

## Następstwa
By uniknąć kolejnych takich katastrof stworzono system antykolizyjny TCAS, który 45 sekund przed możliwym zderzeniem z inną maszyną ostrzega pilotów o zagrożeniu katastrofą, a 20 sekund później informuje pilotów czy wznosić się w powietrze czy opadać.

## Narodowości załogi i pasażerów lotu 498
| Kraj              | Pasażerowie | Załoga | Razem |
| ----------------- | ----------- | ------ | ----- |
| Stany Zjednoczone | 36          | -      | 36    |
| Meksyk            | 20          | 6      | 26    |
| Kolumbia          | 1           | -      | 1     |
| Salwador          | 1           | -      | 1     |
| Razem             | 58          | 6      | 64    |